# Matheus Nachtergaele
Matheus Nachtergaele (São Paulo, 3 januari 1969) is een Braziliaans acteur en regisseur.
Hij speelde mee in verschillende Braziliaanse speelfilms en televisieseries. Het meest bekend is zijn rol in de film Cidade de Deus uit 2002, waarin hij Carrot Sandro vertolkte. Nachtergaele won tweemaal de prijs van beste acteur in de "Grande Prêmio Cinema Brasil", voor zijn rol in O Primeiro Dia (1998) en in O Auto da Compadecida (2000). Hij won tevens de prijs van beste acteur voor Amarelo Manga op XIII Cine Ceará in 2003. Met zijn film A Festa da Menina Morta uit 2008, die hij schreef en regisseerde, won hij in 2008 de "Zilveren Hugo" voor beste beginnende regisseur op het Internationaal Filmfestival van Chicago in 2008.

## Filmografie
- 2017 - Zama
- 2016 - Mãe só há uma
- 2013 - Serra Pelada
- 2012 - Doce de Mãe
- 2008 - A festa da menina morta (regisseur)
- 2007 - Baixio das Bestas
- 2006 - A Concepção
- 2006 - Árido Movie
- 2006 - 12 Horas até o Amanhecer
- 2006 - Tapete Vermelho
- 2005 - Crime Delicado
- 2005 - 500 Almas
- 2004 - Nina
- 2003 - Narradores de Javé
- 2003 - Amarelo Manga
- 2002 - Cidade de Deus
- 2002 - Onde a Terra Acaba (verteller)
- 2002 - Eclipse
- 2001 - Bufo & Spallanzani
- 2000 - O Auto da Compadecida
- 2000 - Gêmeas
- 1999 - Castelo Rá-Tim-Bum, o filme
- 1998 - O Primeiro Dia
- 1998 - Kenoma
- 1998 - Central do Brasil
- 1997 - Anahy de las Misiones
- 1997 - O Que É Isso, Companheiro?

- Bibliothèque nationale de France: cb142100697 (data)
- Gemeinsame Normdatei: 1028432550
- International Standard Name Identifier: 0000 0000 8610 0045
- Library of Congress Control Number: no2003121651
- Nationale Bibliotheek van Tsjechië: xx0174380
- Nationale Bibliotheek van Israël: 987007347214705171
- Nederlandse Thesaurus van Auteursnamen: 258234547
- Système universitaire de documentation: 199326436
- Virtual International Authority File: 124587764
- WorldCat: E39PBJmhKFPcFR4XrwBKt3yfMP